# مسعدة
قرية مسعدة (بالعبرية: מַסְעַדֶה) هي قرية درزيَّة من قرى هضبة الجولان السورية الواقعة تحت الاحتلال الإسرائيلي، تقع في شمال الجولان وعلى مسافة قصيرة إلى الغرب من بركة رام (بحيرة مسعدة) وتنبسط قرية مسعدة على أرض بركانية - ترتفع 970 م عن سطح البحر. وتقع إداريًا في محافظة القنيطرة في سوريا، والمنطقة الشمالية شمال إسرائيل. في عام 2018 كان عدد سكانها 3,650 نسمة، وفي عام 2021 بلغ 3,812 نسمة. ومُنحت مكانة المجلس المحلي في عام 1982. سكانها معظمهم من المواطنين السوريين ولديهم مكانة «مقيمين دائمين» في إسرائيل. ومنذ اعتماد قانون مرتفعات الجولان لعام 1981 أصبحت مسعدة بموجب القانون المدني الإسرائيلي، وتم دمجها في النظام الإسرائيلي للمجالس المحلية.
مسعدة هي واحدة من التجمعات السكانيَّة العربية الدرزية الأربعة السورية المتبقية على الجانب الذي تحتله إسرائيل من مرتفعات الجولان وجبل الشيخ، إلى جانب بقعاثا وعين قنية ومجدل شمس. يتم التمييز جغرافيًا بين مرتفعات الجولان وجبل الشيخ.

## الموقع
وتقع منازل القرية في المنطقة الشمالية من القرية على أرض منخفضة، أما من الشرق فيحدها وادي أبو سعيد في حين تحدها الأحراج من الغرب والجنوب وتميل أرضها باتجاه وادي سعار الذي يحدها من الشمال.

## تاريخ القرية
شغلت قرية مسعدة مركز ناحية قبل سنة 1967 م، وهي تابعة لمحافظة القنيطرة السورية، وقد توفرت فيها الخدمات الاجتماعية التي استفاد منها سكان القرية والقرى التابعة لها إداريا. وسقطت القرية تحت الاحتلال في سنة 1967 م بعد حرب 1967 التي شنتها إسرائيل. وما زالت واقعة تحت الاحتلال منذ ذلك الوقت وهي من القرى القليلة الباقية في الجولان. رفض معظم دروز الجولان الجنسية الإسرائيلية وما زالوا يحتفظون بالجنسية والمواطنة في الجمهورية العربية السورية ويُعاملون بمقام مُقيمين دائمين في إسرائيل. ومعظم السكان الدروز في مسعدة ومرتفعات الجولان عموماً يعتبرون أنفسهم سوريين ويرفضون الحصول على الجنسية الإسرائيلية، وبدلاً من ذلك يحملون وضع إقامة دائمة في إسرائيل، وبدلاً من جواز سفر إسرائيلي يستخدمون وثيقة مرور إسرائيلية صادرة من إسرائيل للسفر إليها، تترك فقرة الجنسية فارغة.
منذ اعتماد قانون مرتفعات الجولان لعام 1981، أصبحت الأراضي خاضعة للقانون المدني الإسرائيلي، وأدمجت في النظام الإسرائيلي للمجالس المحلية. بعد ضم مرتفعات الجولان في عام 1981، قدمت الحكومة الإسرائيلية الجنسية لجميع غير الإسرائيليين الذين يعيشون في المنطقة، ولكن اعتبارًا من عام 2011، قبلها أقل من 10% من الدروز المحليين. في عام 2012، ومع ذلك، بسبب الحرب الأهلية السورية، تقدم عشرات من الشباب الدرزي بطلب للحصول على الجنسية الإسرائيلية وهو رقم أكبر بكثير مما كان عليه في السنوات السابقة. بحلول عام 2017 كان ما يقرب من 5,500 من أصل 26,500 درزي في الجولان قد تقدموا بطلب وتسيلم جواز سفر إسرائيلي منذ عام 1981. وارتفع عدد الطلبات السنويَّة بشكل مطرد، مع 183 طلبًا في عام 2016، مقارنةً بخمسة فقط في عام 2000.
في عام 2017 نما عدد السكان بمعدل نمو سنوي بلغ %1.0، وحتى عام 2021 بلغ %1.6. كانت القرية في المرتبة الثانية من أصل عشرة في المؤشر الاجتماعي-الاقتصادي في عام 2015، وكذلك في عام 2019. بلغت نسبة المؤهلين للحصول على شهادة الثانوية العامة أو البجروت بين طلاب الصف الثاني عشر بين عام 2016 وعام 2017 حوالي %79.4، أما في العام الدراسي 2021-2020 فقد بلغت %94.7. كان متوسط الراتب الشهري للموظفين في نهاية عام 2016 هو 4,997 شيكل جديد بالمقارنة مع المتوسط الوطني البالغ حوالي 8,913 شيكل جديد، أما عام 2019 فقد بلغ المعدل في القرية 5,601 ش.

## منتجاتها الزراعية
تشتهر هذه القرية بزراعة التفاح وأشجار الفاكهة الأخرى.